# Nate Adams
Nathaniel Adams (Phoenix, 29 marzo 1984) è un pilota motociclistico statunitense.

## Carriera
Dopo aver iniziato a competere nelle minimoto all'età di 8 anni, dal 2000 ha iniziato la carriera professionistica nel Freestyle Motocross partecipando a vari campionati, ottenendo la sua prima vittoria nel 2002 nel World Freestyle Motocross Championship. Ha preso parte anche agli X Games in cui ha ottenuto la prima medaglia d'oro nel 2004.
Ha partecipato e vinto nel 2009 e 2010 il Red Bull X-Fighters World Tour in sella ad una Yamaha YZ; nella stessa competizione ha gareggiato anche nel 2011 trovandosi al comando della classifica ad una gara dal termine della stagione.
Vive a Temecula, in California.